# گردنه قراقروم
گردنه قراقروم (هندی: क़राक़रम दर्रा) گذرگاهی کوهستانی در ارتفاع ۵٬۵۴۰ متری میان چین و هند در کوه‌های قراقروم است که بلندترین گردنه در مسیر کاروان‌رو قدیمی بین شهر له در لداخ و یارکند در حوضه تاریم به‌شمار می‌رود.
گردنه قراقروم در مرز ایالت جامو و کشمیر هند و ایالت سین‌کیانگ چین قرار دارد و همچنین نقش جغرافیایی مهمی در مناقشات هند و پاکستان در منطقه یخچال سیاچن دارد که در غرب این گردنه قرار دارد.